# Stanisław Januchta
Stanisław Adolf Januchta (ur. 21 kwietnia 1943) – polski działacz partyjny i państwowy, urzędnik, w latach 1982–1986 wicewojewoda słupski.

## Życiorys
Wieloletni działacz Zjednoczonego Stronnictwa Ludowego. W drugiej połowie lat 80. przewodniczył Wojewódzkiemu Komitetowi ZSL w Słupsku, a od 1988 zasiadał w Naczelnym Komitecie ZSL. Od 1982 do 1986 zajmował stanowisko wicewojewody słupskiego. W III RP kontynuował działalność w administracji publicznej, został naczelnikiem wydziału rolnictwa i ochrony w starostwie powiatowym w Słupsku. Zasiadał w radzie nadzorczej Przedsiębiorstwa Gospodarki Komunalnej w Słupsku.